# Antti Pääkkönen
Anti Pääkkönen (Kuhmo, 5 febbraio 1964) è un attore e doppiatore finlandese.

## Biografia
Antti Pääkkönen nacque nel 1964 a Kuhmo in una famiglia di commercianti. Ha quattro fratelli maggiori: Jukka, Markku (pittore), Seppo (attore) e Matti. La famiglia si trasferì a Riihimäki all'inizio degli anni '70. Pääkkönen si interessò alla recitazione a dieci anni quando Seppo lo convinse a seguirlo al teatro di Riihimäki.
Nel 1981, durante il primo anno di liceo, Pääkkönen fu ammesso al corso di recitazione all'Università di Tampere. Si laureò in teatro nel 1985 e iniziò a lavorare come attore al Teatro Nazionale Finlandese.

## Filmografia

### Cinema
- Jousiampuja - regia di Taavi Kassila (1982)
- Jäähyväiset presidentille - regia di Matti Kassila (1987)
- Viisi tytärtäni - regia di Hannu Kahakorpi (1997)
- Pelikaanimies - regia di Liisa Helminen (2004)
- Mieletön elokuu - regia di Taru Mäkelä (2013)

### Televisione
- Kasmasiini - serie TV (1981-1982)
- Suomalaisia tähtihetkiä - serie TV (1982-1987)
- Uuno Turhapuro - serie TV (1996)
- Ihmeidentekijät - serie TV (1997)
- Angela ja ajan tuulet - serie TV (1999)
- Venny - serie TV (2003)
- Presidentit - serie TV (2005-2006)
- Piru ja peijooni - serie TV (2008)
- Keisari Aarnio - serie TV (2018)

## Doppiaggio

### Film d'animazione
- Tom, il dottor Apple Day in Tom & Jerry - Il film (1992)
- Ermes in Hercules (1997)
- Sceriffo Woody in Toy Story
- professor MacRillie in Aiuto! Sono un pesce (2000)
- Pinocchio e lo specchio in Shrek (2001)
- Dottor Doppler in Il pianeta del tesoro (2002)
- Bobby in Turbo (2013)
- Assurancetourix in Asterix e il regno degli dei (2015)
- Papà Mario in Super Mario Bros. - Il film (2023)
- Splinter in Tartarughe Ninja - Caos mutante (2023)

### Serie televisive d'animazione
- Stanley Ipkiss in The Mask (1995-1997)
- Squiddi Tentacolo in SpongeBob SquarePants
- Averell Dalton in I Dalton (2009-2015)
- Vari in Ultimate Spider-Man (2012-2017)
- Silvestro in Pokémon (2012)
- Topolino in Topolino (2013-2019)
- Avrell Dalton in Le nuove avventure di Lucky Luke (2013-2014)
- Palpatine in LEGO Star Wars: The Freemaker Adventures (2016-2017)
- Nonno Bricco in La serie di Cuphead! (2022)
- Ludlow e Gibeon in Pokémon  (2024)